# Gerhard-Thielcke-Naturschutzpreis
Der Gerhard-Thielcke-Naturschutzpreis des BUND Baden-Württemberg entstand 2006 zum 75. Geburtstag des BUND-Ehrenvorsitzenden und Mitbegründers Gerhard Thielcke.
Die von Thielcke selbst formulierten Vergabe-Kriterien sehen vor, dass der Preis an Personen oder Gruppen für besondere Leistungen im Naturschutz in Baden-Württemberg verliehen wird.  Der Preis ist mit 1000 Euro dotiert und wird jedes Jahr bei den Naturschutztagen in Radolfzell vergeben. Über den Preisträger entscheidet der BUND-Landesvorstand.
Bisher wurden folgende Personen ausgezeichnet:
- 2007 Eberhard Koch vom BUND Westlicher Hegau, Kreis Konstanz
- 2008 Günter Künkele, Naturschützer, Naturfotograf und Buchautor aus Bad Urach
- 2009 Reinhard Wolf aus Marbach am Neckar, Leiter der Naturschutzabteilung beim Regierungspräsidium Stuttgart[1]

- 2010 Anneliese Schmeh, Landwirtschaftsmeisterin und Biobäuerin aus Überlingen
- 2011 Kai Frobel, Initiator des Grünen Bandes[2]
- 2012 Hans-Helmut Klepser, Gewässerökologe beim Regierungspräsidium Tübingen[3]
- 2013 Reiner Ehret, Vorsitzender des Landesnaturschutzverbandes Baden-Württemberg[4]
- 2014 Gerhard Röhner, Naturschutzbeauftragter des BUND-Regionalverbands Rhein-Neckar-Odenwald[5]
- 2015  Wolfgang Schlund, Thomas Waldenspuhl und Thomas Fritz, maßgebliches Engagement für den Nationalpark Schwarzwald[6]
- 2017 Ralf Worm, Geschäftsführer des Landschaftserhaltungsverbands Ostalb[7]
- 2018 Frank Baum, Einsatz für Natur und Umwelt am Südlichen Oberrhein[8]
- 2020 Werner Eckert, besonders qualifizierter Umweltjournalist[9]
- 2020 Fridays-for-Future-Gruppe Konstanz, vorbildliche Klimaschutz-Aktivitäten, dadurch u. a. erstmalige Ausrufung eines Klimanotstands[9]
- 2023 David Gerstmeier und Tobias Miltenberger, Volksbegehren Artenschutz – „Rettet die Bienen“ sowie für den Natur- und Umweltschutz[10]